# On trace la route
Cet article concerne l'album. Pour la tournée, voir On trace la route (tournée).
Albums de Christophe Maé
Comme à la maison
(2008) On trace la route (tournée)
(2011)
Singles
1. Dingue, dingue, dingue
Sortie : 25 janvier 2010
2. J'ai laissé
Sortie : 10 février 2010
3. Je me lâche
Sortie : 11 mai 2010
4. Pourquoi c'est beau
Sortie : 9 octobre 2010
5. La rumeur
Sortie : janvier 2011

On trace la route est le deuxième album studio du chanteur français Christophe Maé, sorti en mars 2010. 
Il s'est écoulé en France à plus de 680 000 exemplaires et a été certifié Disque de diamant le 24 novembre 2010. À partir de juin 2010, Christophe Maé est en tournée en France avec ce nouvel album.

## Piste
| 1.    | Dingue, dingue, dingue | Lionel Florence, Bruno Dandrimont, Christophe Maé, Felipe Saldivia   | 3:04 |
| 2.    | J'ai laissé            | Bruno Dandrimont, Christophe Maé                                     | 3:40 |
| 3.    | Pourquoi c'est beau... | Boris Bergman, Michel Domisseck, Christophe Maé                      | 4:02 |
| 4.    | J'ai vu la vie         | Diam's, Christophe Maé, Felipe Saldivia                              | 3:04 |
| 5.    | Nature                 | Lionel Florence, Christophe Maé, Felipe Saldivia                     | 3:26 |
| 6.    | On trace la route      | Bruno Dandrimont, Christophe Maé, Nadège Sarron                      | 3:57 |
| 7.    | La Rumeur              | Bruno Dandrimont, Christophe Maé, Felipe Saldivia, Florian Spiero    | 3:57 |
| 8.    | Je me lâche            | Diam's, Christophe Maé, Felipe Saldivia                              | 3:07 |
| 9.    | Ne m'abandonne pas     | Boris Bergman, Christophe Maé, Jean-Pierre Pilot, Olivier Schultheis | 3:03 |
| 10.   | Donald dans les docks  | Boris Bergman, Christophe Maé, Jean-Pierre Pilot, Olivier Schultheis | 3:13 |
| 11.   | Manon                  | Christophe Maé, Felipe Saldivia                                      | 5:04 |
| 39:39 |                        |                                                                      |      |

## Édition CD + DVD
| No  | Titre                                       | Durée |
| --- | ------------------------------------------- | ----- |
| 12. | Dans ma maison (Titre inédit)               |       |
| 13. | Dingue, dingue, dingue (Version acoustique) |       |
| 14. | J’ai laissé (Version acoustique)            |       |

## DVD
| No | Titre                                         | Durée |
| -- | --------------------------------------------- | ----- |
| 1. | On trace la route (En Studio)                 |       |
| 2. | Le film de la séance photo au Sénégal         |       |
| 3. | Dingue, Dingue, Dingue (Clip)                 |       |
| 4. | Dingue, Dingue, Dingue (le making of du clip) |       |